# 宇文仲和
宇文仲和（？—546年），西魏凉州刺史。曾请僧人檀特师到州内，观看马厩府库。檀特师说：“为什么蓄养其他官马官物！”宇文仲和怒，不让他住在凉州。
大统十二年（546年）二月，宇文仲和不受新任凉州刺史史宁代任，据州反叛。瓜州百姓张保杀刺史成庆，以州响应。权臣宇文泰命陇右大都督秦州刺史开府太子太保独孤信奉诏率开府怡峰、尚书左仆射于谨、史宁、大都督侯植、秦州总管府司马王子直讨伐。史宁陈说祸福，城中吏民争相归附。宇文仲和仍然据城固守。被迫依附张保的瓜州都督令狐延骗张保派他发兵救援宇文仲和，趁机聚集豪杰驱逐张保，平定瓜州。独孤信夜间令诸将以冲梯攻其东北，亲率壮士袭其西南。五月，独孤信、侯植、王子直等平凉州，擒宇文仲和，迁其民六千余家于长安。宇文仲和伏诛，财产被没收。